# Matteo Tagliariol
Matteo Tagliariol (Treviso, 7 de enero de 1983) es un deportista italiano que compitió en esgrima, especialista en la modalidad de espada.
Participó en los Juegos Olímpicos de Pekín 2008, obteniendo dos medallas, oro en la prueba individual y bronce por equipos (junto con Diego Confalonieri, Alfredo Rota y Stefano Carozzo).
Ganó dos medallas de plata en el Campeonato Mundial de Esgrima entre los años 2007 y 2009, y tres medallas en el Campeonato Europeo de Esgrima entre los años 2007 y 2009.

## Palmarés internacional
| Juegos Olímpicos   | Juegos Olímpicos        | Juegos Olímpicos  | Juegos Olímpicos   |
| Año                | Lugar                   | Medalla           | Prueba             |
| ------------------ | ----------------------- | ----------------- | ------------------ |
| 2008               | Pekín (China)           | Medalla de oro    | Espada individual  |
| 2008               | Pekín (China)           | Medalla de bronce | Espada por equipos |
| Campeonato Mundial |                         |                   |                    |
| Año                | Lugar                   | Medalla           | Prueba             |
| 2007               | San Petersburgo (Rusia) | Medalla de plata  | Espada por equipos |
| 2009               | Antalya (Turquía)       | Medalla de plata  | Espada individual  |
| Campeonato Europeo |                         |                   |                    |
| Año                | Lugar                   | Medalla           | Prueba             |
| 2007               | Gante (Bélgica)         | Medalla de plata  | Espada individual  |
| 2008               | Kiev (Ucrania)          | Medalla de bronce | Espada por equipos |
| 2009               | Plovdiv (Bulgaria)      | Medalla de bronce | Espada por equipos |